# Wiesenbach (Sankt Vith)
Wiesenbach (Sankt Vith) ist ein belgischer Ort. Er bildet zusammen mit Breitfeld die Dorfgemeinschaft Breitfeld-Wiesenbach innerhalb der Stadtgemeinde Sankt Vith. Bis 1976 war er ein Ortsteil der bis dahin selbstständigen Gemeinde Lommersweiler. In Wiesenbach leben 37 Einwohner (Stand 31. Dezember 2015).

## Lage
Wiesenbach liegt am Übergang der Ardennen hin zur Westeifel im Tal des Wiesenbachs, einem Zufluss des Braunlaufs, auf einer Höhe von etwa 450 m O.P.
Das Ortszentrum von Sankt Vith befindet sich etwa zwei Kilometer nördlich und der kleine Nachbarort Neidingen 2 km südlich.

## Geschichte
Eine Besiedlung der Region bereits in vorchristlicher Zeit von den Kelten, spätestens aber durch die Römern wird angenommen, da (auch hier) der Verlauf der Via Mansuerisca als Siedlungsachse vermutet wird. Diese Vermutungen konnten bisher aber weder durch archäologische Grabungen noch durch Historische Quellen belegt werden.
Der Ort gehörte zunächst zur luxemburgischen Grafschaft Vianden im Heiligen Römischen Reich (Deutscher Nationen). In den nachfolgenden Jahrhunderten gehörte die Region und somit auch Wiesenbach zunächst von 1405 an (oder 1417, abweichende Quellenlage) zum Haus Nassau und seit 1433 zu den Burgundischen Niederlanden (erst Haus Burgund, seit 1477 Habsburg), blieben aber weiterhin Luxemburger Lehen. 1555 wurde die Region Teil der Spanischen Niederlanden und nach dem Spanischen Erbfolgekrieg durch die Friedensschlüsse von Utrecht und Rastatt (1713 und 1714) ging das Gebiet an Österreich und war fortan ein Teil der Österreichischen Niederlande.
Nach der Schlacht bei Fleurus (1794) und dem Sieg der französischen Revolutionsarmee stand die Region unter französischer Verwaltung und wurde 1795 dem Département Ourthe zugeordnet.
Am 17. Februar 1800 wurden Wiesenbach und umliegende Orte aufgrund eines Dekrets der französischen Regierung der neu gegründeten und selbständigen Ortsgemeinde Lommersweiler angegliedert, deren gleichnamiger Hauptort auch Sitz der Mairie wurde.
Zu ihr gehörten neben dem Hauptort auch die Ortslagen und Weiler Alftersteg (teilweise), Atzerath, Breitfeld, Dreihütten, Galhausen, Heuem, Mackenbach, Neidingen, Setz, Schlierbach, Steinebrück, Weppeler und Wiesenbach. Die Gemeinde Lommersweiler hatte 1885 1067 Einwohner und 1930 bereits 1265.
1815, nach der Niederlage Napoleons bei Waterloo, kam Lommersweiler durch den Wiener Kongress zu Preußen (Rheinprovinz) im Deutschen Bund und seit 1871 zum Deutschen Kaiserreich. Die Ortsgemeinde gehörte ab 1816 zunächst zum Landkreis Sankt Vith, der 1821 in den Kreis Malmedy eingegliedert wurde (beides Kreise im Regierungsbezirk Aachen).
Nach dem Ersten Weltkrieg wurde die Region Eupen-Malmedy 1920 aufgrund der Bestimmungen des Versailler Vertrags zunächst nur vorläufig und nach der 1920 durchgeführten und umstrittenen Volksabstimmung 1925 endgültig Belgien angegliedert.
Im Zweiten Weltkrieg wurde Belgien 1940 von der deutschen Wehrmacht überfallen. Die ostbelgischen Gebiete wurden vom nationalsozialistischen Deutschland annektiert und blieben bis zu ihrer Befreiung infolge der Niederlagen und des Rückzugs deutscher Truppen nach der gescheiterten Ardennenoffensive im Winter 1944/45 in deutscher Hand. Seitdem gehört Lommersweiler bzw. Wiesenbach (wieder) zu Belgien, was auch durch einen bilateralen Vertrag, der die bestehenden Staatsgrenzen als „unverrückbar“ ansieht, 1956 von der Bundesrepublik Deutschland anerkannt wurde.
Am 1. Januar 1977 wurde die ehemals selbstständige Gemeinde Lommersweiler zusammen mit den bis dato auch eigenständigen Ortsgemeinden Crombach, Recht und Schönberg im Zuge des Zusammenschlusses belgischer Gemeinden der neu gebildeten Großgemeinde Sankt Vith angegliedert.
Heute besitzen die Gemeinden Ostbelgiens in etlichen Bereichen eine nicht unbedeutende Autonomie innerhalb der Deutschsprachigen Gemeinschaft in Belgien.

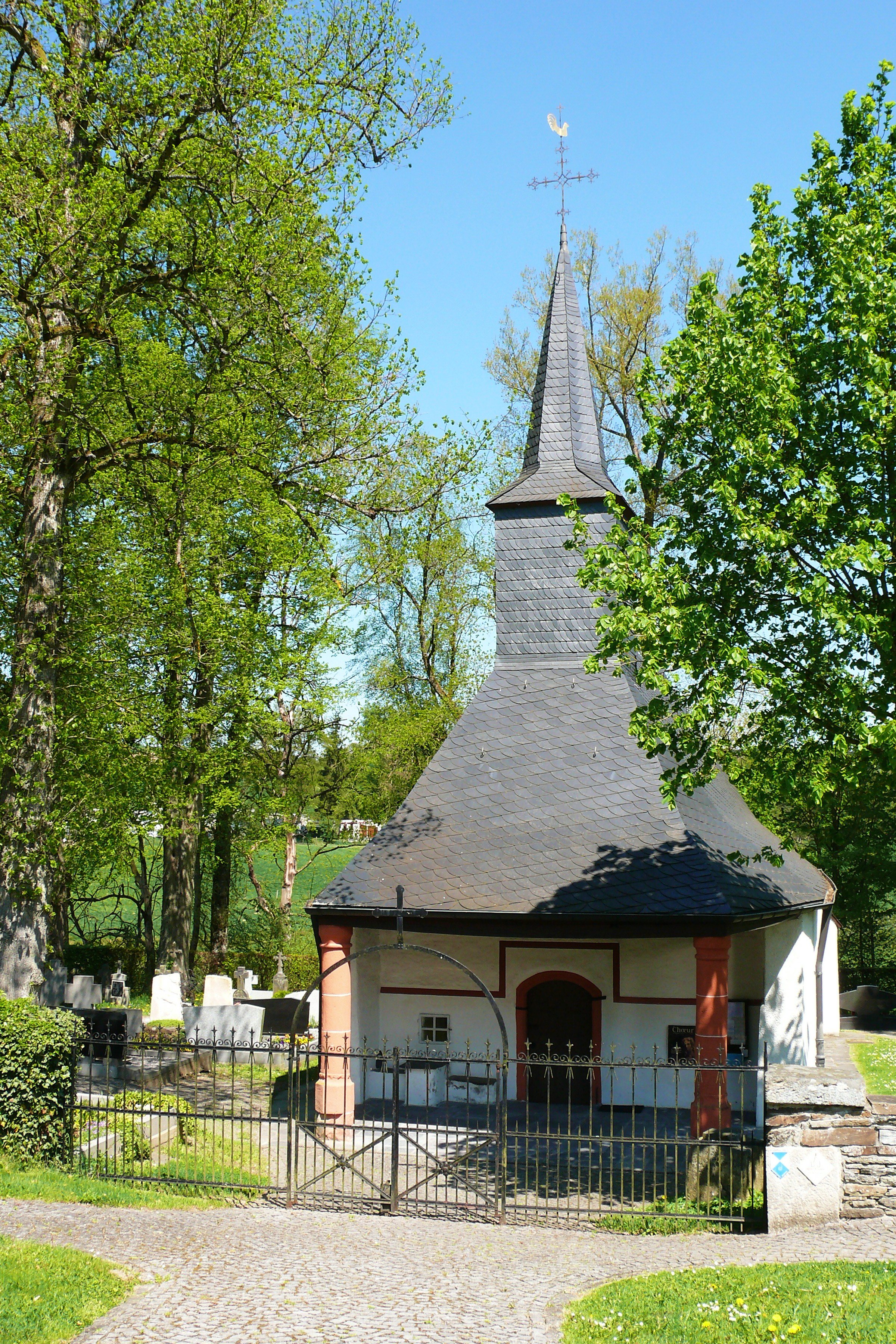
Die Sankt-Bartholomäus-Kapelle bei St.Vith

### Sankt-Bartholomäus-Kapelle
Die Geschichte des Ortes ist eng verbunden mit der Sankt-Bartholomäus-Kapelle, die sowohl die wichtigste Sehenswürdigkeit in Wiesenbach als gleichzeitig auch eines der kulturhistorisch bedeutendsten Bauwerke der Stadt Sankt Vith darstellt.
Die im 9. Jahrhundert erbaute Kapelle ist das älteste Kulturerbe des St. Vither Landes.
Sie wurde erstmals 876 urkundlich genannt, steht seit 1937 unter Denkmalschutz und bildete die Keimzelle der kleinen Ortschaft. Ob zu jener Zeit hier schon eine Siedlung bestand oder in den darauf folgenden Jahren gegründet wurde, ist nicht überliefert. Urkundlich erwähnt wird in einem Vertrag aus dem Jahre 915 ein Gutshof namens Wison-Bronna.

## Infrastruktur

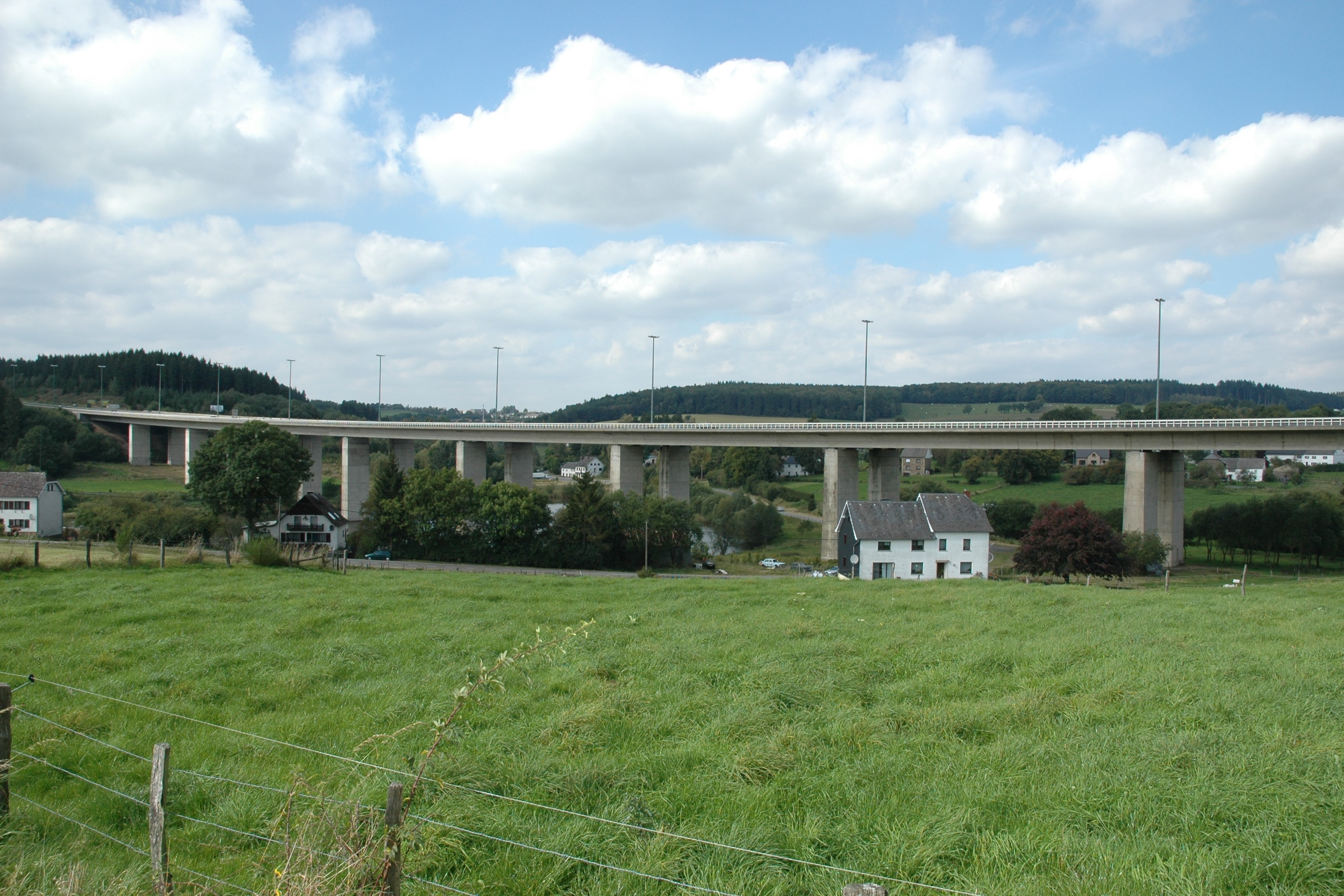
Viadukt von Breitfeld zwischen St. Vith und Lommersweiler

Unmittelbar südlich des Ortes verläuft die belgische Autobahn A 27 mit den nächsten Anschlussstellen Sankt Vith-Süd (Nr. 15) und Lommersweiler (Nr. 16), zwischen denen das Viadukt von Breitfeld nahe der Ortschaft das Tal des Braunlaufs überspannt. Die Autobahn geht östlich der Grenze auf deutschem Gebiet in die A 60 (Europastraße 42) Lüttich – Verviers – Sankt Vith – Prüm – Bitburg – Wittlich über.
Die N 62 (Europastraße 421) führt wenige Kilometer westlich an Wiesenbach vorbei, während die Landstraße (Provinzialstraße 646) mit dem Namen Wiesenbachstraße und im weiteren Verlauf Wiesenstraße von Sankt Vith über Lommersweiler und weiter Richtung Burg-Reuland bzw. Winterspelt die Hauptverkehrsachse des Dorfes bildet.
Durch den Ort verlief ehemals die bereits seit Jahrzehnten stillgelegte und mittlerweile wieder abgebaute Strecke der Vennbahn, die im nördlichen Abschnitt von Sankt Vith bis zum Trennungsbahnhof Lommersweiler führte. Die sich hier trennenden Streckenäste führten als Teilabschnitt der Vennbahn weiter über Reuland nach Troisvierges in Luxemburg mit Anschluss an die Bahnstrecke Luxemburg–Spa bzw. als Westeifelbahn nach Deutschland über Bleialf, Pronsfeld und Prüm bis Gerolstein an der Eifelstrecke.
Auf Teilabschnitten der Westeifelbahn entstand der auch durch Wiesenbach führende Eifel-Ardennen-Radweg von St. Vith über Gerolstein bis zum Nürburgring mit Anbindung an weiterführende Fernradwege.
Im Ort gibt es neben Gastronomiebetrieben und Übernachtungsmöglichkeiten auch einen Campingplatz mit angeschlossenem Freibad, das gegen Eintritt auch anderen Besuchern zugänglich ist.